# Venezillo bellavistanus
Venezillo bellavistanus is een pissebed uit de familie Armadillidae. De wetenschappelijke naam van de soort is voor het eerst geldig gepubliceerd in 1995 door Schultz.